# Miki Ando
Miki Ando (født 18. december 1987) er en japansk kunstskøjteløber.
Hun er to gange verdensmester (2007 og 2011), Fire Kontinents guldvinder (2011), juniorverdensmester (2004) og tre gange japansk national seniormester. Hun er den første (og hidtil eneste) kvinde til at lande en ren kvadrupel salchow i konkurrence, hvilket hun gjorde i Junior Grand Prix Finalen 2002–03.

## Ekstern henvisning
- Wikimedia Commons har flere filer relateret til Miki Ando
- miki-ando.com (japansk)
- Miki Andos opslag i Munzinger Sportsarchiv (tysk)
- Miki Andos profil på Sports-Reference OL-resultater (arkiveret) (engelsk)
- Miki Andos profil på Olympedia (engelsk)
- Miki Andos profil hos ISU (engelsk)

| Kunstskøjteløber | Spire Denne biografi om en kunstskøjteløber er en spire som bør udbygges. Du er velkommen til at hjælpe Wikipedia ved at udvide den. |